# Birwaguthi
Birwaguthi (nep. बिरवागुठी) – gaun wikas samiti w środkowej części Nepalu w strefie Narajani w dystrykcie Parsa. Według nepalskiego spisu powszechnego z 2001 roku liczył on 1817 gospodarstw domowych i 11030 mieszkańców (5432 kobiet i 5598 mężczyzn).